# 엄경철
엄경철(1967년 6월 28일 ~ )은 대한민국의 기자다.

## 학력
- 국민학교 (1975년 3월 만 8세 입학 ~ 1981년 2월 만 14세 졸업)
- 중학교 (1981년 3월 만 14세 입학 ~ 1984년 2월 만 17세 졸업)
- 고등학교 (1984년 3월 만 17세 입학 ~ 1987년 2월 만 20세 졸업)
- 서울대학교 철학과 학사 (1987년 3월 만 20세 ~ )

## 경력
- 1994년 : KBS 입사
- 1995년 ~ 1999년 : KBS 보도국 국제부, 사회부, 정치부 기자
- 2000년 : KBS청주방송총국
- 2001년 : KBS 보도본부 사회부 기자
- KBS 보도본부 정치부 기자
- KBS 앵커
- 2010년 2월 ~ 2011년 12월 : 전국언론노동조합 KBS본부 위원장
- 2018년 4월 ~ 2019년 2월 : KBS 보도본부 통합뉴스룸 취재주간
- 2019년 1월 ~ 2019년 11월 : KBS 보도본부 통합뉴스룸 주간 (정치국제 - 국장급)
- 2019년 11월 ~ 2021년 4월 : KBS 보도본부 통합뉴스룸 국장  (보도국장)
- 2021년 4월 ~ 2023년 1월 : KBS부산방송총국장
- 2023년 1월 ~ 2023년 11월: KBS 전략기획실 공영미디어연구소장
- 2023년 11월 ~ 2024년 11월: KBS 인재개발원
- 2024년 11월 ~ : KBS 수신료국

## 수상 경력
- 1999년 한국방송대상 보도기자상
- 1999년 한국언론대상 방송보도부문

## 진행
- KBS 8 뉴스타임 진행 (2004년 5월 3일 ~ 2007년 11월 2일)
- KBS 뉴스라인 임시진행 (2004년 8월 16일 ~ 8월 20일)
- KBS 아침뉴스타임 임시진행 (2006년 8월 28일 ~ 9월 1일, 2007년 8월 20일 ~ 8월 24일)
- 2018 지방선거 선택 대한민국 우리의 미래 (1부  ~ 3부) (2018년 6월 13일)
- 엄경철의 심야토론 진행 (2018년 6월 16일 ~ 12월 22일)
- KBS 뉴스 9 진행 (2019년 1월 1일 ~ 11월 21일)